# 풍산 홍씨
풍산 홍씨(豊山 洪氏)는 경상북도 안동시 풍산읍을 본관으로 하는 한국의 성씨이다.

## 역사
시조 홍지경(洪之慶)은 1242년(고려 고종 29년) 문과에 장원으로 급제하여 국학직학(國學直學)을 지냈다. 시조의 묘소는 경상북도 안동시 풍천면 신성포 오산당에 있다.
풍산 홍씨는 조선시대 문과 급제자 130명, 상신 5명을 배출하였다.
홍주원(洪柱元)이 선조의 부마가 되었고, 홍주원의 아들 홍만용(洪萬容)은 숙종 때 예조판서를 지냈으며, 홍만용의 손자 홍현보(洪鉉輔)도 영조 때 예조판서를 지냈다. 홍현보의 아들 홍봉한(洪鳳漢)은 사도세자의 비인 혜경궁 홍씨의 아버지로서 영조 때 영의정에 올랐고, 홍봉한의 동생 홍인한(洪麟漢)은 좌의정에 올랐으며, 홍봉한의 5촌인 홍낙성(洪樂性)은 정조 때 영의정에 올랐다. 홍주원의 6대손인 홍국영(洪國榮)은 정조 때 세도정치로 권세를 잡아 정치를 했다.

## 인물
- 홍주원(洪柱元): 선조의 부마
- 홍만용(洪萬容): 숙종 때 예조판서
- 홍만형: 병조좌랑, 이조좌랑
- 홍현보(洪鉉輔): 영조 때 예조판서
- 홍봉한: 영조 때 영의정, 정조의 생모(生母)인 혜경궁 홍씨의 아버지
- 홍낙성: 영의정
- 홍인한: 좌의정
- 홍국영(洪國榮): 홍만형(洪萬衡)의 5대손으로 정조가 즉위하자 도승지와 숙위대장이 되어 4년동안 세도정치
- 홍양호: 학자
- 홍만선(洪萬選): 숙종 때의 실학자, 저서 《산림경제(山林經濟)》

## 향렬자
| 21세   | 22세     | 23세     | 24세   | 25세   | 26세     | 27세     | 28세   | 29세   | 30세     | 31세     | 32세   | 33세   | 34세     | 35세     | 36세   | 37세   | 38세     |
| ------ | -------- | -------- | ------ | ------ | -------- | -------- | ------ | ------ | -------- | -------- | ------ | ------ | -------- | -------- | ------ | ------ | -------- |
| 승(承) | 口식(植) | 口희(憙) | 기(起) | 석(錫) | 口영(永) | 口근(根) | 은(恩) | 규(圭) | 口현(鉉) | 口수(洙) | 병(秉) | 사(思) | 口균(均) | 口선(善) | 원(源) | 내(來) | 口열(烈) |

## 인구
- 1985년 8,323가구, 35,176명
- 2000년 11,222가구, 36,420명
- 2015년 44,594명

## 조선 왕실과의 인척관계
- 정명공주(선조의 장녀)의 부마 홍주원
- 장조(영조의 차남)의 정비 헌경왕후(혜경궁)
- 정조의 후궁 원빈 홍씨
- 숙선옹주(정조의 서차녀)의 부마 홍현주